# 皇家認證
皇家認證（英語：Royal Warrant of Appointment）指的是頒發給向王室或王室成員提供服務或商品商人的認證書。皇家認證可以讓商人能夠宣傳他們向認證書簽發人提供商品的事實，從而使其獲得更高的聲譽。英國、荷蘭、比利時、盧森堡、摩納哥、丹麥、瑞典和日本等國的王室允許商人宣傳其對王室贊助。
對所提供的商品和服務收取皇家認證金的供應商，皇家認證書並不意味著供應商需要向王室或王室成員免費提供商品或服務。皇家認證通常會允許供應商在其公司標牌、信件抬頭及商品等地方展示皇家認識書簽發人的盾形紋章或紋章並可進行廣告宣傳。英國王室成員所簽發的皇家認證書通常包括“經（王室成員姓名與頭銜）認證之（商品名）”（By Appointment to…），但不得寫明所提供商品的細節等。

## 當前王室所頒發的皇家認證

### 澳大利亞
- 哈迪兄弟（英语：Hardy Brothers）

### 比利時

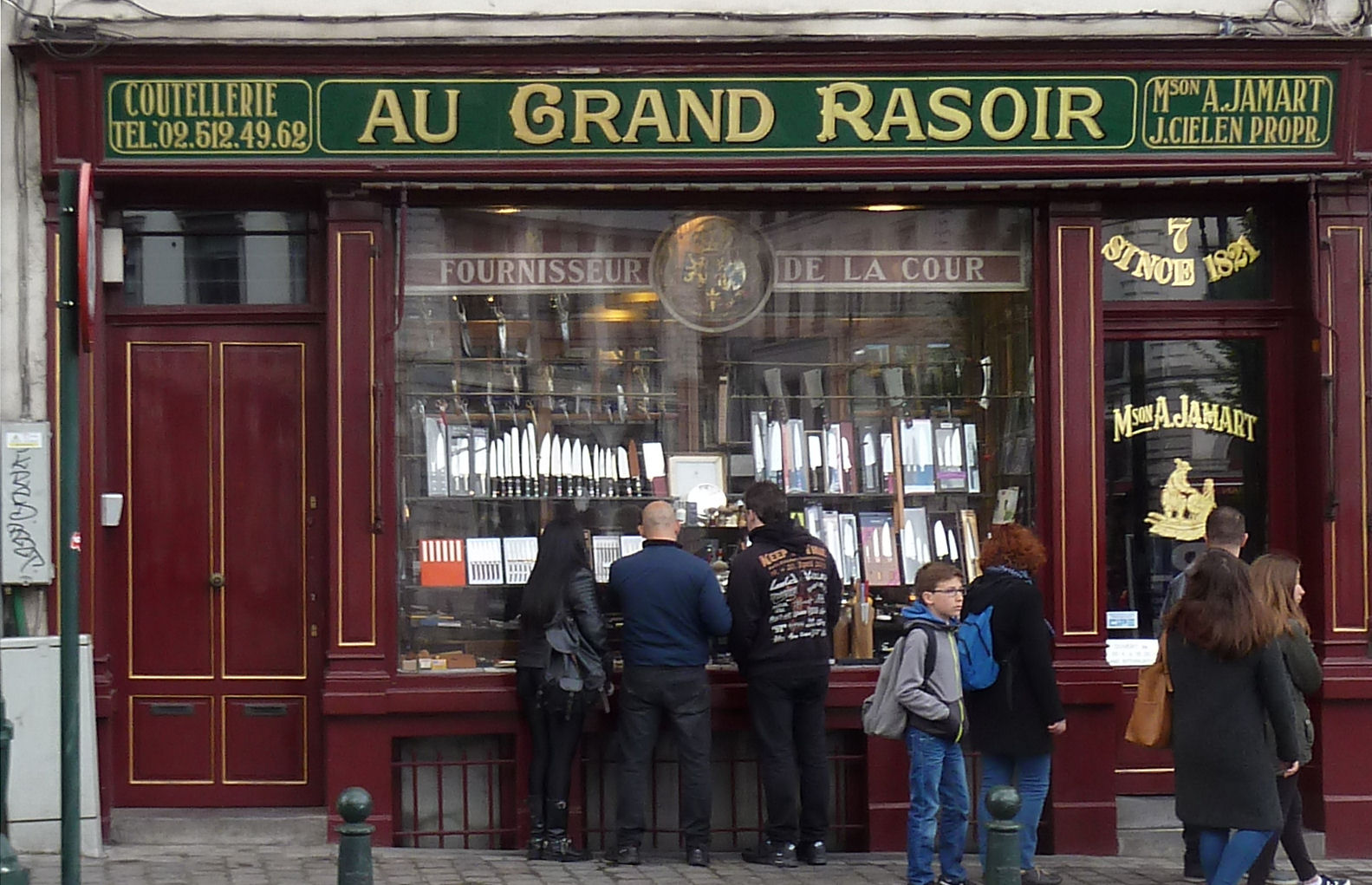
比利時宮廷供應商Au grand Rasoir

在比利時，向王室提供服務或商品的企業將被授予“宮廷供應商”的稱號。宮廷供應商的名單每年都在更新，而這都由國王親自御准。
一些宮廷供應商包括：
- 阿瑪尼
- 寶馬 比利時盧與森堡
- 梅賽德斯奔馳 比利時與盧森堡
- 布魯塞爾航空
- 紐豪斯巧克力
- 利奧尼達斯巧克力（英语：Leonidas (chocolate maker)）
- 歌帝梵巧克力
- 朱爾斯·德思特羅珀（英语：Jules Destrooper）
- 德爾沃
- 愛德華·韋爾默朗（英语：Édouard Vermeulen）

### 日本
日本獲得王室認可的供應商被稱為“宮內省供應商”。但隨著第二次世界大戰的結束，皇家認證制度在日本被廢除，但這些供應商卻依舊存在。
- 宮本商行（銀器）
- 月桂冠（日语：月桂冠 (企業)）（清酒）
- 龜甲萬（醬油）
- 日清食品（食品）
- 虎屋（日语：虎屋）（和菓子）
- 豐田汽車（機動車輛）
- 萬養軒（外燴）
- 山田平安堂（漆器）
- 香蘭社（陶器）
- 久彌（香水）
- 大塚製靴（鞋）
- 恩賜煙草（日语：恩賜のたばこ）（香煙）
- 恩賜金平糖（日语：Onshino Konpeitō）（金平糖）

### 摩納哥
在摩納哥，獲得皇家認證的供應商被稱為“摩納哥王室高端贊助商”。
- 摩納哥巧克力（巧克力）
- 摩納哥英國四季劇場（劇院）
- 雷克薩斯（汽車）

### 荷蘭

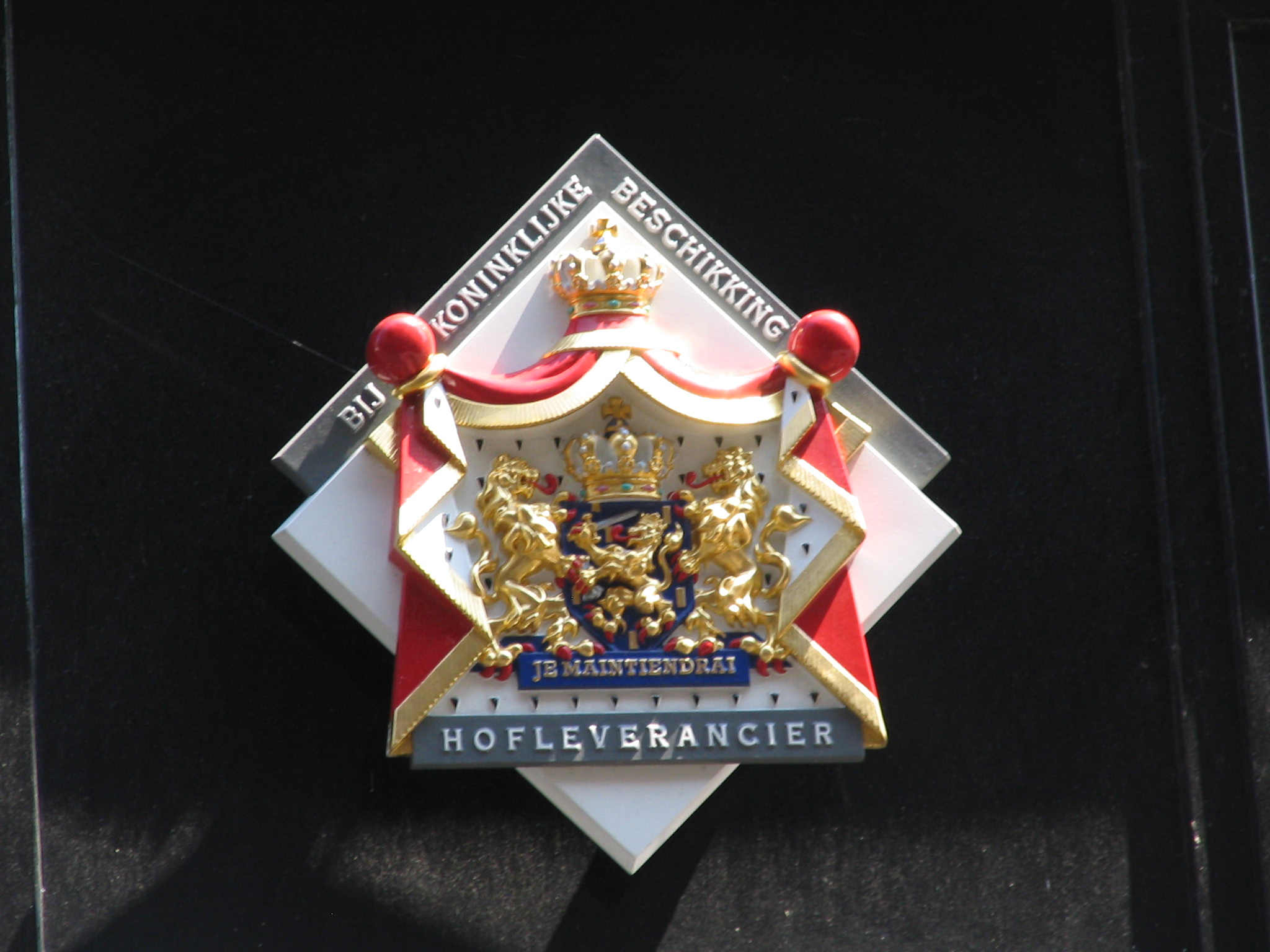
在荷蘭商店所顯示的“宮廷供應商（Hofleverancier）”標誌牌匾。

在荷蘭，“宮廷供應商”通常會授予那些存在至少100年且在當地享有良好聲譽的中小型企業。 不過這些企業並不需要真正向荷蘭王室提供貨物或服務。目前荷蘭約有387家企業擁有此身份，宮廷供應商名單則每25年更新一次。 獲得此身份的企業可以在其經營場所懸掛“宮廷供應商”牌匾，以便向其他消費者證明其地位。
此外，荷蘭部分企業還會被授予使用“皇家”稱號的權利； 它們可以在其商標中加入荷蘭王冠。這些企業包括：
- 荷蘭皇家航空
- 荷蘭皇家電信
- 皇家代爾夫特陶器（英语：De Koninklijke Porceleyne Fles）
- 荷蘭皇家殼牌
- 荷蘭皇家飛利浦
- 皇家孚寶
- 皇家荷蘭足球協會

### 挪威

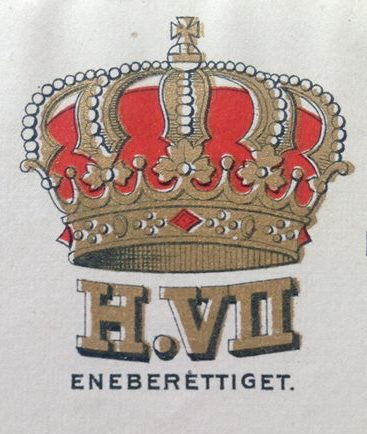
在福斯啤酒廠啤酒商標上所展示的哈康國王王冠。

在挪威，獲得皇家認證的供應商被稱為“挪威皇家宮廷供應商”，而原來的“宮廷侍奉（Hofflevrandør）”稱號則不再授予。
- 卡爾·奧古斯特·安德森（攝影師）
- 法裡斯（英语：Farris (mineral water)）（礦泉水）
- 福斯啤酒廠（英语：Foss Brewery）（啤酒）
- 漢斯·霍爾姆（氈帽）
- 奧斯卡王（英语：King Oscar brand canned seafood）（海鮮）
- 賴爾森（裁縫）
- 克里斯蒂安·羅德父子（裁縫）[5]
- 塞爾默（攝影師）
- 索倫森馬車與車身工廠（汽車）
- 薩欽斯基（攝影師）

### 羅馬尼亞
羅馬尼亞的羅馬尼亞王室供應商包括：
- 寶馬（汽車[6]
- 法里納（英语：Johann Maria Farina gegenüber dem Jülichs-Platz）（古龍水）
- 施坦威（鋼琴）
- 韋爾特—米尼翁（英语：Welte-Mignon）（奧開斯里特翁琴（英语：Orchestrion） / 自動演奏鋼琴）
- 穆法特拉（葡萄酒）
- 福泰瑞克斯（浴巾 / 床上用品）
- 多伊娜·利溫塔（英语：Doina Levintza）（服裝 / 配飾）
- 丹·科瑪（服裝 / 配飾）
- 哈利伍德國際（英语：Halewood International）（氣泡酒）
- 特朗薩維亞（雞肉）
- 首要集團（薩隆塔香腸）
- 巴拉奧爾特（礦泉水）
- 羅馬尼亞異域風情（家具 / 裝飾品）
- 卡羅爾帕克酒店（英语：Carol Parc Hotel）（酒店 / 餐飲服務）
- 麵包街—手工麵包店（麵包 / 糕點 / 糖果）
- 橋印刷集團（平板膠印 / 燙金 / 壓花 / 特種精印）

### 西班牙

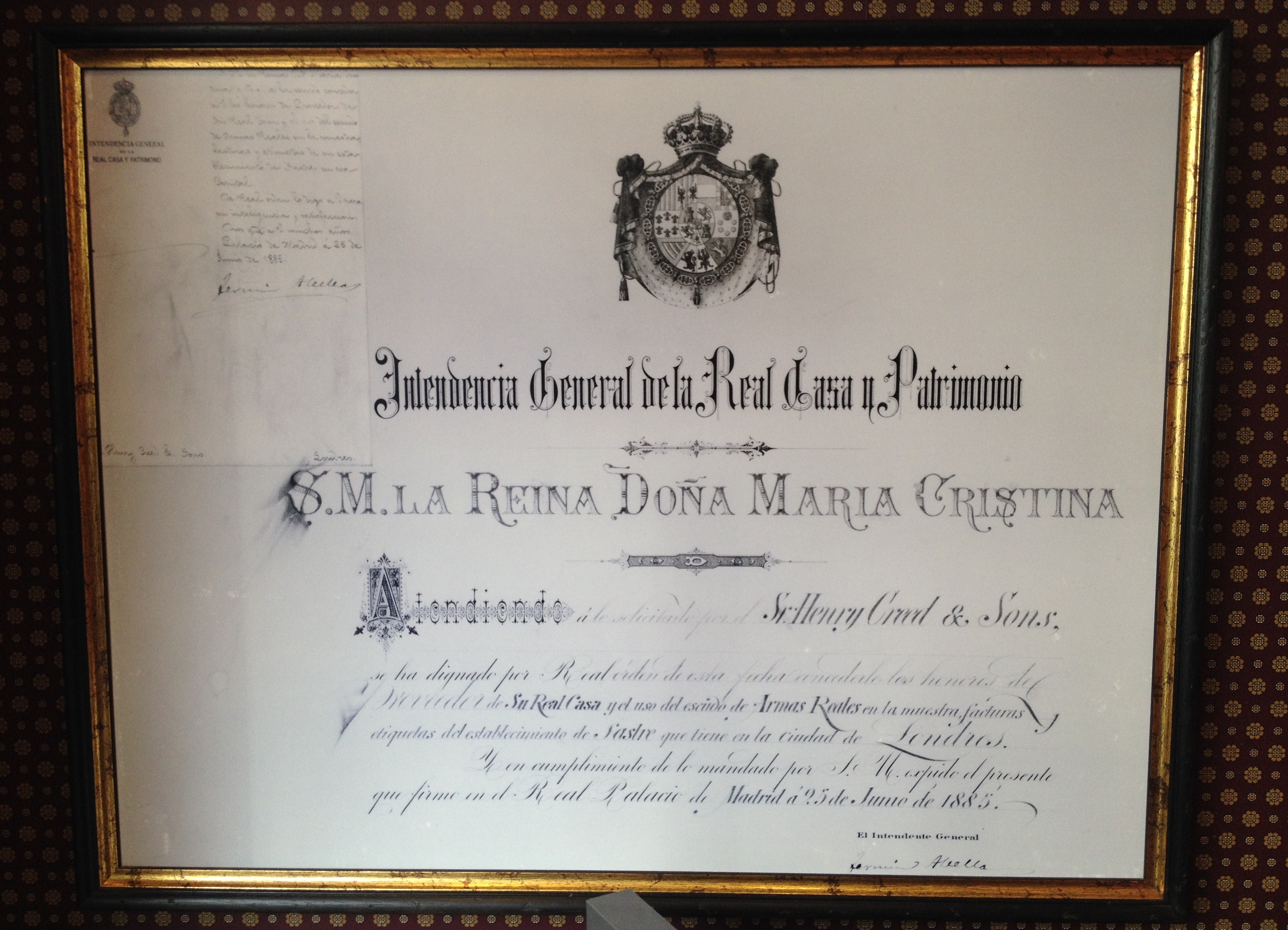
由西班牙王后瑪麗亞·克里斯蒂娜頒發給克雷德 (香水)的皇家認證 (西班牙)。

### 烏干達
在烏干達，佈尼奧羅—基塔拉王室向那些為王室提供商品或服務的供應商們授予皇家認證。皇家認證可以由國王、王后或王儲等授予人簽發。皇家認證持有者協會理事會（The Board of the Royal Warrant Holder Society）會向授予人提出建議，但最終決定由授予人自行決定。每家企業只會獲得一位授予人所簽發的皇家認證書，有效期限為一年。